# Nicolai Tidemand
Nicolai Tidemand (1. maj 1766 i Strømsø – 12. april 1828 i Drammen) var en norsk officer.

## Uddannelse
Han var søn af forvalter for de kongsbergske magasiner Christen Iversen Tidemand (1713-1774, gift 1. gang med Elisabeth Maria Bockman, gift 2. gang 1748 med Susanne Arboe, død 1757) og hans tredje hustru Anthoinette Früsenberg (ca. 1734-1773). Ved 7-8 års alderen mistede han begge sine forældre, gik de første år i Strømsø "Storskole" og kom derpå som 10 år gammel i huset hos en præst i Asker. 1782 opnåede han, der ville være
oficer, at blive ansat som musketer på avantage ved Nordenfjeldske gevorbne Infanteriregiment, hvor han i løbet af 3 måneder passerede graderne til sergent og fungerende kommandersergent. Regimentschefen, den senere general Hans Jacob Henning Hesselberg, der var gift med en slægtning af hans moder, tog sig af ham og fik ham anbragt i huset hos en af regimentets officerer, under hvis ledelse han fortsatte sin teoretiske uddannelse. 1784 blev Tidemand sekondløjtnant à la suite, men måtte samme år udholde henved 2 måneders arrest, idet han havde det uheld at være vagtkommandør den nat, da den for kassesvig arresterede zahlkasserer, justitsråd Jacob Juel undveg fra Akershus Fæstning. Tidemand blev dog ved krigsret frifundet for enhver skyld i rømningen. Fra 1785-87 tjenstgjorde han ved regimentsartilleriet, 1787 som regimentsadjudant og under felttoget i Båhus Len 1788 som brigadeadjudant.

## I Danmark
Derefter fulgte han i kronprinsens suite til København og blev ansat i Kronprinsens Regiment. I København anvendte han sin fritid til matematiske og militære studier. 1792 blev han mod sit ønske forsat til 1. jyske Regiment i Aarhus. Uden for eksercertiderne var han 1795-1800 mest optaget som opmåler, væsentligst i Jylland for Generalvejkommissionen; imidlertid fik han 1799 kaptajns karakter. 1801 blev han kommanderet som aide-ingeniør til Samsø, hvis havn skulle befæstes, 1802 indtrådte han i en Defensionskommission, der var nedsat for ordningen af Samsøs forsvar, 1803 ledede han istandsættelsen af søbatterierne ved Aarhus, fulgte imidlertid såvel dette år som i 1805-06 regimentet til Holsten, hvor han 1805 blev 1. divisionsadjudant hos general Adam Ludvig Moltke, 1806 major. I august 1807 blev det Tidemand overdraget at retablere befæstningen ved Nyborg på Fyn, i december samme år anbetroedes ham kommandoen over øen Samsø, hvilken kommando han beholdt i henved 3 år, hvorunder han indlagde sig megen fortjeneste ved sine hensigtsmæssige foranstaltninger til øens forsvar. 1811 blev han forsat til 2. jyske regiment i København, samme år oberstløjtnant i regimentet, for hvilket han fra 1812-15 stod som midlertidig kommandør. I 1812-13 benyttedes han for øvrigt i forskellige kommissioner og blev i november 1813 sendt med regimentet til Slesvig, uden dog under dette års kortvarige felttog at komme i alvorlig kamp. 1814 førte han en Brigade ved Slesvigs grænse. Tidemand ønskede nu, delvis på grund af de forandrede politiske forhold og delvis på grund af sin trykkede økonomiske stilling, og vel også fordi han ikke fandt sig tilstrækkelig påskønnet i Danmark, at komme over i sit fædrelands tjeneste. Efter gennem den svensk-norske minister i København at have fået et slags løfte herom erholdt han i 1815 efter ansøgning afsked fra dansk tjeneste med obersts karakter.

## I norsk tjeneste
I Norge blev han adjudant hos kong Carl XIII og oberst à la suite i Armeen, men opnåede dog aldrig at komme i aktiv tjeneste. Han tog bopæl i Drammen og fulgte herfra ivrig med i Norges militære som politiske liv. I disse hans sidste leveår forfattede han en række afhandlinger og forslag af militært, politisk eller statsøkonomisk indhold, der dels indsendtes til Stortinget, dels til enkelte af landets formående mænd, for en del blev de også offentliggjorte i aviser og tidsskrifter eller som brochurer. Han kæmpede vistnok her som altid for, hvad han anså for sundt og godt, og hans blik var i så måde ofte både skarpt og klart; men opportunist var han ikke, og hans ærlighed var gennemført til det stødende. Denne mangel på smidighed skadede ham vistnok hele hans liv, skaffede ham mange ubehageligheder som militær og hindrede ham fra til sidst i sit hjemland at vinde den indflydelse, som ellers hans Indsigter og Energi, der lå betydelig over det almindelige, ville have sikret ham. Som han var, blev han vistnok nærmest betragtet som en "brydsom" mand.
Hans værdifulde "Optegnelser om sit Liv og sin Samtid" blev udgivet 1881 af C.J. Anker.
Han døde i sin fødeby 12. april 1828. Han havde 1800 i Aarhus ægtet Christiane Charlotte Dorthea Jensen (1777-1861), datter af oberst Ferdinand August Jensen og Sophie Margrethe Eleonore f. Buchwald.
Der findes et xylografi fra 1881. Maleri af Benedicte Scheel fra 1881 (Oslo militære samfund).